# Marcel Wüst
Marcel Wüst est un ancien coureur cycliste allemand, né le 6 août 1967 à Cologne. Professionnel de 1989 à 2001, il s'est illustré au sprint. Il a ainsi notamment remporté des étapes sur les trois grands tours, dont douze sur le Tour d'Espagne.

## Biographie
Marcel Wüst commence sa carrière professionnelle en octobre 1988 chez R.M.O. Il remporte de nombreux succès au sprint notamment sur le Tour d'Espagne où il porte le maillot amarillo. Lors du Tour de France 2000, il remporte une étape et porte le maillot à pois pendant quatre jours.
En août 1995, à la suite de l'arrêt de son équipe Le Groupement, il signe pour l'équipe Castellblanch pour la fin de la saison. 
En 2000, il est victime d'un grave accident lors du critérium d'Issoire entraînant dans sa chute Jean-Michel Thilloy, alors coureur de l'équipe Saint-Quentin-Oktos, il percute les barrières à plus de 60 km/h. Gravement blessé, il est contraint d'arrêter sa carrière à la suite de la perte de l'œil droit,.
Il met à profit ses connaissances ensuite en devenant consultant pour la chaîne ARD. Il est aussi attaché de presse pour l'équipe Wiesenhof. Il parle plusieurs langues : français, allemand, italien, espagnol, anglais.

## Palmarès

### Palmarès amateur
- 1988
  - Grand Prix de Waregem
  - 2ea étape du Tour de Rhénanie-du-Nord-Westphalie
  - 6eb étape du Tour de la Vallée d'Aoste
  - 3e étape du Tour du Loir-et-Cher

### Palmarès professionnel
- 1989
  - Ronde des Pyrénées méditerranéennes
  - 4eb étape du Circuit de la Sarthe
  - 3ea étape du Tour de l'Oise
  - 1 étape du Coca-Cola Trophy
  - 3e de Paris-Bruxelles
  - 8e de Paris-Tours
- 1990
  - 2e étape du Circuit Cycliste de la Sarthe
  - 2eb étape de Paris-Bourges
  - 5e étape du Tour de Burgos
- 1991
  - 1re, 11e et 14e étapes de l'Herald Sun Tour
  - 1re et 3e étapes de la Route du Sud
  - 6e et 8e étapes du Mazda Alpine Tour
  - 3e étape du Tour du Poitou-Charentes
  - 7e étape de l'International Cycling Classic
- 1992
  - 1re, 2eb, 4e et 5e étapes de la Route du Sud
  - 4ea, 6ea et 10e étapes de l'Herald Sun Tour
  - 1re, 5e et 8e étapes du Mazda Alpine Tour
  - 5e étape du Grand Prix du Midi libre
  - 1re étape du Tour de l'Avenir
  - 2e de À travers le Morbihan
  - 3e du Duo normand (avec Jean-Philippe Dojwa)
  - 3e de la Ronde des Pyrénées Méditerranéennes
- 1993
  - Grand Prix de Denain
  - À travers le Morbihan
  - 3e et 10e étapes de l'Herald Sun Tour
  - 3e étape du Tour de Burgos
  - 1re étape du Tour de Catalogne
  - 2e de Binche-Tournai-Binche
  - 3e du Tour de Cologne
- 1994
  - 1re étape du Critérium du Dauphiné libéré 
  - 1re étape de l'Herald Sun Tour
  - 3e de l'Herald Sun Tour
- 1995
  - 4e, 14e et 21e étapes du Tour d'Espagne
  - 6e étape du Clasico RCN
  - 3e étape des Quatre jours de l'Aisne
  - 7e étape de l'Herald Sun Tour
  - 3e, 4e et 6e étapes du Tour de Nouvelle-Zélande
  - 2e du Tour de Nouvelle-Zélande
- 1996
  - 3ea et 11e étapes du Tour DuPont
  - 1re et 3e étapes du Tour de La Rioja
  - 7e étape du Tour de Catalogne
  - 10e étape de la Milwaukee Fresca Classic
  - 4e étape du Tour de Castille-et-León
  - 7e étape de la Commonwealth Bank Classic
  - 1 étape du Coca-Cola Trophy
- 1997
  - 2e, 3e et 5e étapes du Tour d'Espagne
  - 1re, 5e et 6e étapes de la Boland Bank Cycle Classic
  - 7e étape du Tour d'Italie
  - 4e étape de la Route du Sud
  - 5e étape du Tour de Burgos
- 1998
  - Circuit de Getxo
  - 1re, 6e, 7e, 8ea, 10e et 11e étapes du Tour du Chili
  - 14e et 17e étapes du Tour d'Espagne
  - 2e étape du Circuit de la Sarthe
  - 3e étape du Tour de Burgos
  - 3e du Tour du Chili
  - 3e du Coca-Cola Trophy
- 1999
  - 2e, 3e, 4e et 7e étapes du Tour d'Espagne
  - 2e et 5e étapes du Tour d'Aragon
  - 6eb et 8e étapes de la Commonwealth Bank Classic
  - 1re étape de la Semaine catalane
  - 4e étape du Tour de Galice
  - 5e étape du Tour de Burgos
- 2000
  - 1re, 2e, 3e et 4eb étapes du Circuit de la Sarthe
  - 1re étape du Tour d'Aragon
  - 6ea étape du Tour d'Allemagne
  - 5e étape du Tour de France
  - 2e du Grand Prix de la ville de Rennes

### Résultats sur les grands tours

#### Tour de France
2 participations
- 1992 : abandon (1re étape)
- 2000 : non-partant (12e étape), vainqueur de la 5e étape

#### Tour d'Espagne
6 participations
- 1991 : abandon (10e étape)
- 1995 : 93e, vainqueur des 4e, 14e et 21e étapes, 3e du classement par points
- 1996 : disqualifié (21e étape)
- 1997 : 109e, vainqueur des 2e, 3e et 5e étapes, 3e du classement par points
- 1998 : 106e, vainqueur des 14e et 17e étapes
- 1999 : abandon (17e étape), vainqueur des 2e, 3e, 4e et 7e étapes,  maillot or pendant 2 jours

#### Tour d'Italie
4 participations
- 1990 : 143e
- 1996 : abandon (1re étape)
- 1997 : 105e, vainqueur de la 7e étape
- 1998 : hors-délais (17e étape)